# Helvetiaplatz (Bern)
Der Helvetiaplatz ist ein Platz im Berner Kirchenfeldquartier im Anschluss an die Kirchenfeldbrücke. Seit dem Winter 1921/22 steht hier das Welttelegrafen-Denkmal.

## Lage
Der Helvetiaplatz liegt am Südende der Kirchenfeldbrücke. Von ihm gehen radial folgende Strassen aus: die Marienstrasse im Osten, die Thunstrasse im Südosten und die Bernastrasse im Südwesten. Im Nordwesten und Nordosten zweigen der Feldeggweg bzw. die Schwellenmattstrasse ab.

## Geschichte
Bereits 1881 begann die Planung des Platzes, der damals noch in runder Form ein Jahr später erstellt wurde. 1884 pflanzte man beim Helvetiaplatz eine kreisförmige Allee und legte einen Rasen an. 1889 wurde in der Nordostecke des Platzes ein Graben aufgefüllt und anschliessend bepflanzt. Als 1899 das Eidgenössische Sängerfest südlich des Historischen Museums stattfand, wurde das Rondell erneut bepflanzt. Zudem wurde in der Südostecke des Platzes ein Trinkbrunnen aufgestellt. Das Blumenrondell in der Platzmitte wurde im Winter 1921/22 durch das Welttelegrafen-Denkmal ersetzt. 1930/31 entstand eine neue Treppe, die den Helvetiaplatz mit der Schwellenmattstrasse verband.
Mitte des 20. Jahrhunderts wurde der Helvetiaplatz als Einfallstor grosser Strassen in die Stadt vorgesehen. Nachdem der Bau einer Autobahn quer durch die Stadt von den Stimmberechtigten jedoch abgelehnt worden war und der motorisierte Strassenverkehr mehr und mehr von der Innenstadt ferngehalten wurde, wirken die Verkehrsflächen heute überdimensioniert. Ab 2023 soll dies durch bauliche Massnahmen, wie Verkehrsberuhigung und Begrünung, behoben werden.

## Umliegende Gebäude und Platzgestaltung
Am Helvetiaplatz befinden sich die Gebäude des Historischen Museums Bern, der Kunsthalle Bern, die Mediothek der PHBern (ehemals «Schulwarte») und des Schweizerischen Alpinen Museums (beide im selben Gebäude) sowie ein Kirchengebäude und Leseraum der Christian Science. Das Welttelegrafen-Denkmal dominiert den Platz durch Gestaltung, Lage und Dimensionen.

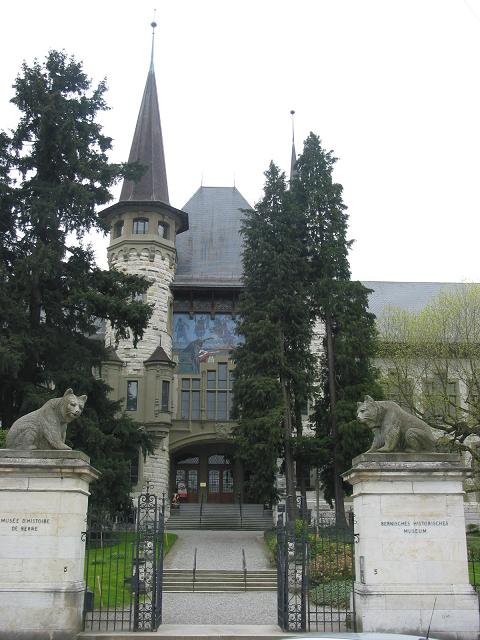
Der Haupteingang des Historischen Museums
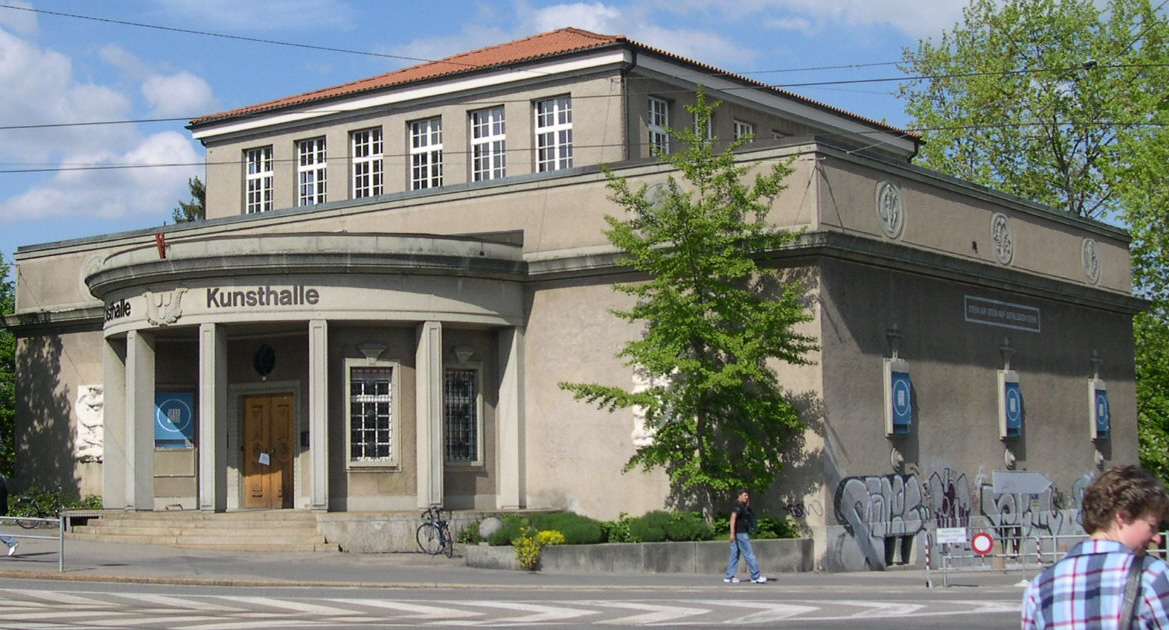
Die Kunsthalle
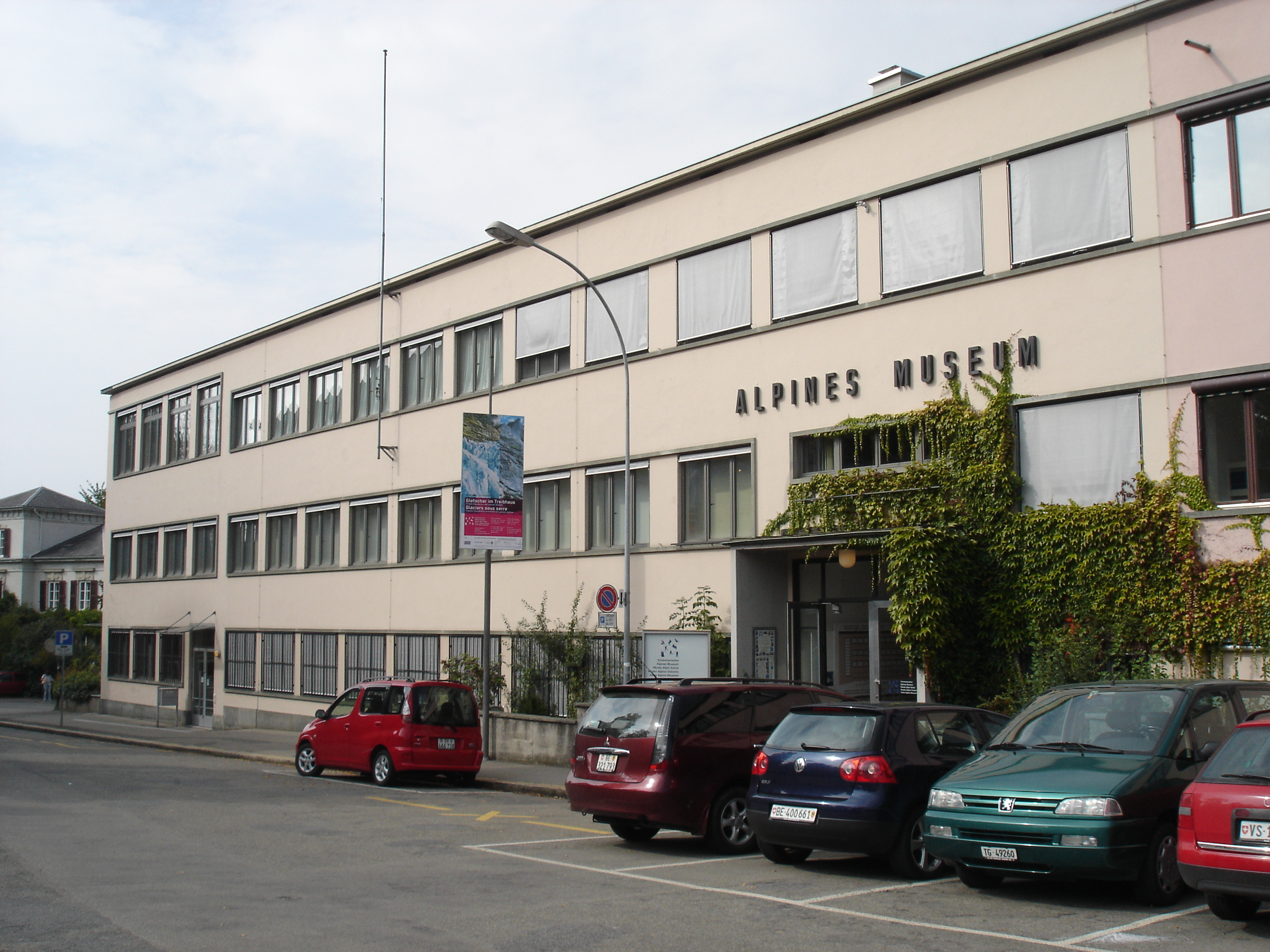
Das Alpine Museum
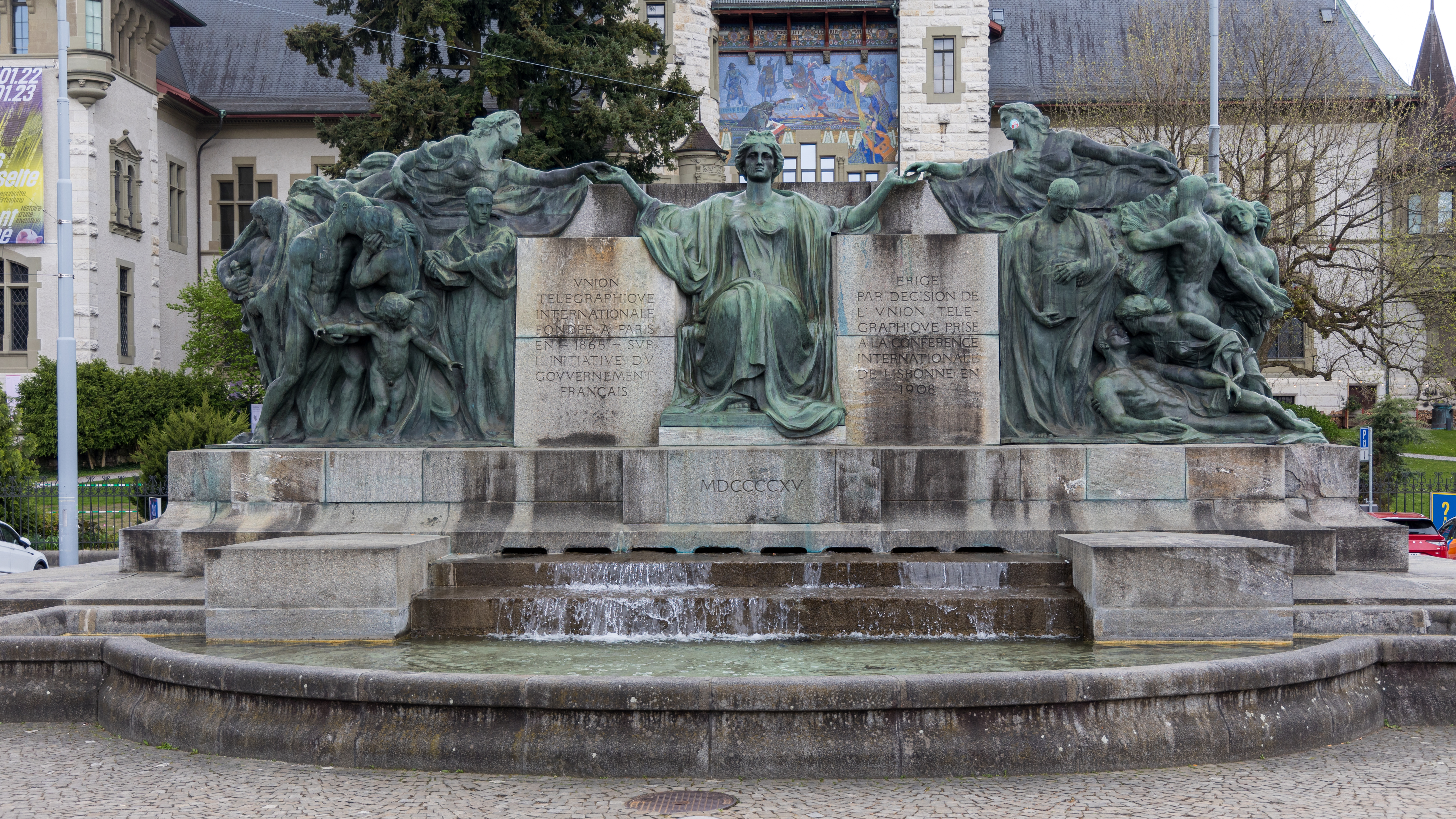
Welttelegrafen-Denkmal, mittig Helvetia
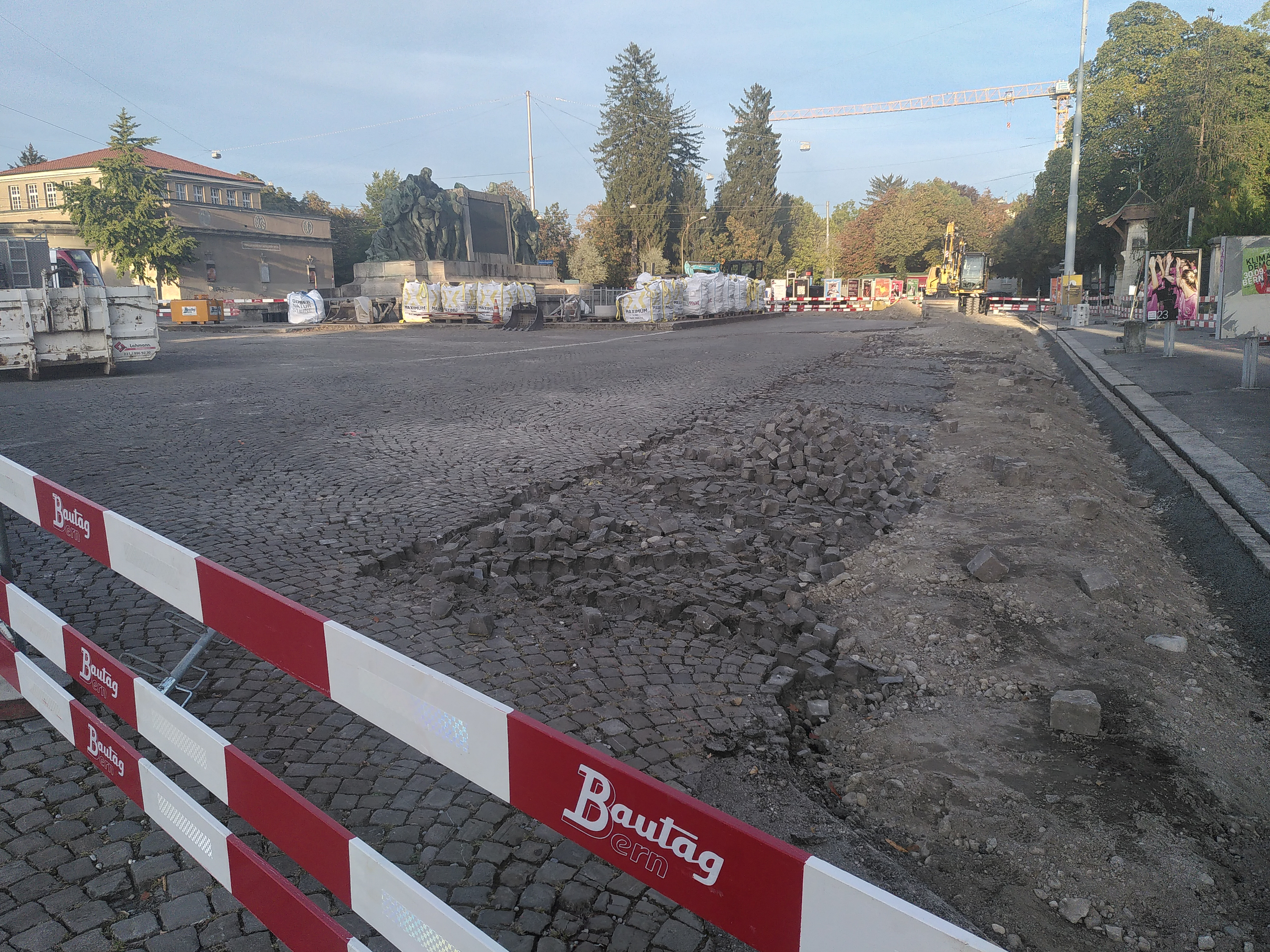
Beginn der Entsiegelung des Platzes (2023)